# Liste der Baudenkmale in Oldenburg (Oldb) – Rummelweg
In der Liste der Baudenkmale in Oldenburg (Oldb) – Rummelweg stehen alle Baudenkmale im Rummelweg in Oldenburg (Oldb).  Die Quelle der IDs und der Beschreibungen ist der Denkmalatlas Niedersachsen.
Der Stand der Liste ist das Jahr 2022(10).

## Allgemein
In den Spalten befinden sich folgende Informationen:
- Lage: die Adresse des Baudenkmales und die geographischen Koordinaten. Kartenansicht, um Koordinaten zu setzen. In der Kartenansicht sind Baudenkmale ohne Koordinaten mit einem roten Marker dargestellt und können in der Karte gesetzt werden. Baudenkmale ohne Bild sind mit einem blauen Marker gekennzeichnet, Baudenkmale mit Bild mit einem grünen Marker.
- Bezeichnung: Bezeichnung des Baudenkmales
- Beschreibung: die Beschreibung des Baudenkmales. Unter § 3 Abs. 2 NDSchG werden Einzeldenkmale und unter § 3 Abs. 3 NDSchG Gruppen baulicher Anlagen und deren Bestandteile ausgewiesen.
- ID: die Objekt-ID des Baudenkmales
- Bild: ein Bild des Baudenkmales, ggf. zusätzlich mit einem Link zu weiteren Fotos des Baudenkmals im Medienarchiv Wikimedia Commons. Wenn man auf das Kamerasymbol klickt, können Fotos zu Baudenkmalen aus dieser Liste hochgeladen werden:

Zurück zur Hauptliste
Alle Häuser wurden von 1921 bis 1923 erbaut. Architekt: Karl Husmann.
| Lage                                    | Bezeichnung | Beschreibung | ID       | Bild |
| --------------------------------------- | ----------- | --- | -------- | ---- |
| Rummelweg 22 53° 8′ 23″ N, 8° 11′ 42″ O | Wohnhaus    | Reihenhaus, zweigeschossiger Putzbau von zwei Achsen unter Satteldach. Links flacher Risalit. Eingang links, rundbogig, Tür mit Oberlicht. Im EG rechts breiteres Fenster. Sparsame Putzgliederung: Tür- und Fensterrahmungen, im OG Brüstungsband, Traufgesims. Vorgarten.                                                                                                  | 37446184 | BW   |
| Rummelweg 24 53° 8′ 23″ N, 8° 11′ 42″ O | Wohnhaus    | Reihenhaus, zweigeschossiger Putzbau von zwei Achsen unter Satteldach. Rechts flacher Risalit. Eingang rechts, rundbogig, Tür mit Oberlicht. Im EG links breiteres Fenster. Sparsame Putzgliederung: Tür- und Fensterrahmungen, im OG Brüstungsband, Traufgesims. Vorgarten.                                                                                                 | 37446206 | BW   |
| Rummelweg 26 53° 8′ 23″ N, 8° 11′ 42″ O | Wohnhaus    | Reihenhaus, zweigeschossiger Putzbau von zwei Achsen unter Satteldach. Links flacher Risalit. Eingang links, rundbogig, Tür mit Oberlicht. Im EG rechts breiteres Fenster. Sparsame Putzgliederung: Tür- und Fensterrahmungen, im OG Brüstungsband, Traufgesims. Vorgarten.                                                                                                  | 37446228 | BW   |
| Rummelweg 28 53° 8′ 23″ N, 8° 11′ 42″ O | Wohnhaus    | Reihenhaus, zweigeschossiger Putzbau von zwei Achsen unter Satteldach. Rechts flacher Risalit. Eingang rechts, rundbogig, Tür mit Oberlicht. Im EG links breiteres Fenster. Sparsame Putzgliederung: Tür- und Fensterrahmungen, im OG Brüstungsband, Traufgesims. Vorgarten.                                                                                                 | 37446250 | BW   |
| Rummelweg 30 53° 8′ 23″ N, 8° 11′ 41″ O | Wohnhaus    | Reihenhaus, zweigeschossiger Putzbau von zwei Achsen unter Satteldach. Links flacher Risalit und halber Zwerchgiebel (symmetrisch ergänzt durch Haus Nr. 32). Eingang links, rundbogig, Tür mit Oberlicht. Im Erdgeschoss rechts breiteres Fenster. Sparsame Putzgliederung: Tür- und Fensterrahmungen, im OG Brüstungsband, Traufgesims. Vorgarten.                         | 37446272 | BW   |
| Rummelweg 32 53° 8′ 23″ N, 8° 11′ 41″ O | Wohnhaus    | Reihenhaus, zweigeschossiger Putzbau von zwei Achsen unter Satteldach. Rechts flacher Risalit und halber Zwerchgiebel (symmetrisch ergänzt durch Haus Nr. 30). Eingang rechts, rundbogig, Tür mit Oberlicht. Im Erdgeschoss links breiteres Fenster. Sparsame Putzgliederung: Tür- und Fensterrahmungen, im OG Brüstungsband, Traufgesims. Vorgarten.                        | 37446294 | BW   |
| Rummelweg 34 53° 8′ 22″ N, 8° 11′ 41″ O | Wohnhaus    | Reihenhaus, zweigeschossiger Putzbau von zwei Achsen unter Satteldach. Links flacher Risalit. Eingang links, rundbogig, Tür mit Oberlicht. Im EG rechts breiteres Fenster. Giebelgaupe. Sparsame Putzgliederung: Tür- und Fensterrahmungen, im OG Brüstungsband, Traufgesims. Vorgarten.                                                                                     | 37446316 | BW   |
| Rummelweg 36 53° 8′ 22″ N, 8° 11′ 41″ O | Wohnhaus    | Reihenhaus, zweigeschossiger Putzbau von zwei Achsen unter Satteldach. Rechts flacher Risalit. Eingang rechts, rundbogig, Tür mit Oberlicht. Im EG links breiteres Fenster. Sparsame Putzgliederung: Tür- und Fensterrahmungen, im OG Brüstungsband, Traufgesims. Vorgarten.                                                                                                 | 37446338 | BW   |
| Rummelweg 38 53° 8′ 22″ N, 8° 11′ 41″ O | Wohnhaus    | Reihenhaus, zweigeschossiger Putzbau von zwei Achsen unter Satteldach. Links flacher Risalit, darüber halbe Giebelgaupe (symmetrisch ergänzt in Haus Nr. 40). Eingang links, rundbogig, Tür mit Oberlicht. Im EG rechts breiteres Fenster. Sparsame Putzgliederung: Tür- und Fensterrahmungen, im OG Brüstungsband, Traufgesims. Vorgarten.                                  | 37446360 | BW   |
| Rummelweg 40 53° 8′ 22″ N, 8° 11′ 41″ O | Wohnhaus    | Reihenhaus, Kopfbau an der Ecke zur Tannenstraße. Zweigeschossiger Putzbau von zwei Achsen unter Halbwalmdach. Rechts flacher Risalit, darüber halbe Giebelgaupe (symmetrisch ergänzt in Haus Nr. 38). Eingang rechts, rundbogig, Tür mit Oberlicht. Im EG flache Auslucht. Sparsame Putzgliederung: Tür- und Fensterrahmungen, im OG Brüstungsband, Traufgesims. Vorgarten. | 37446382 | BW   |